# Старая Дарница

Вид на Старую Дарницу

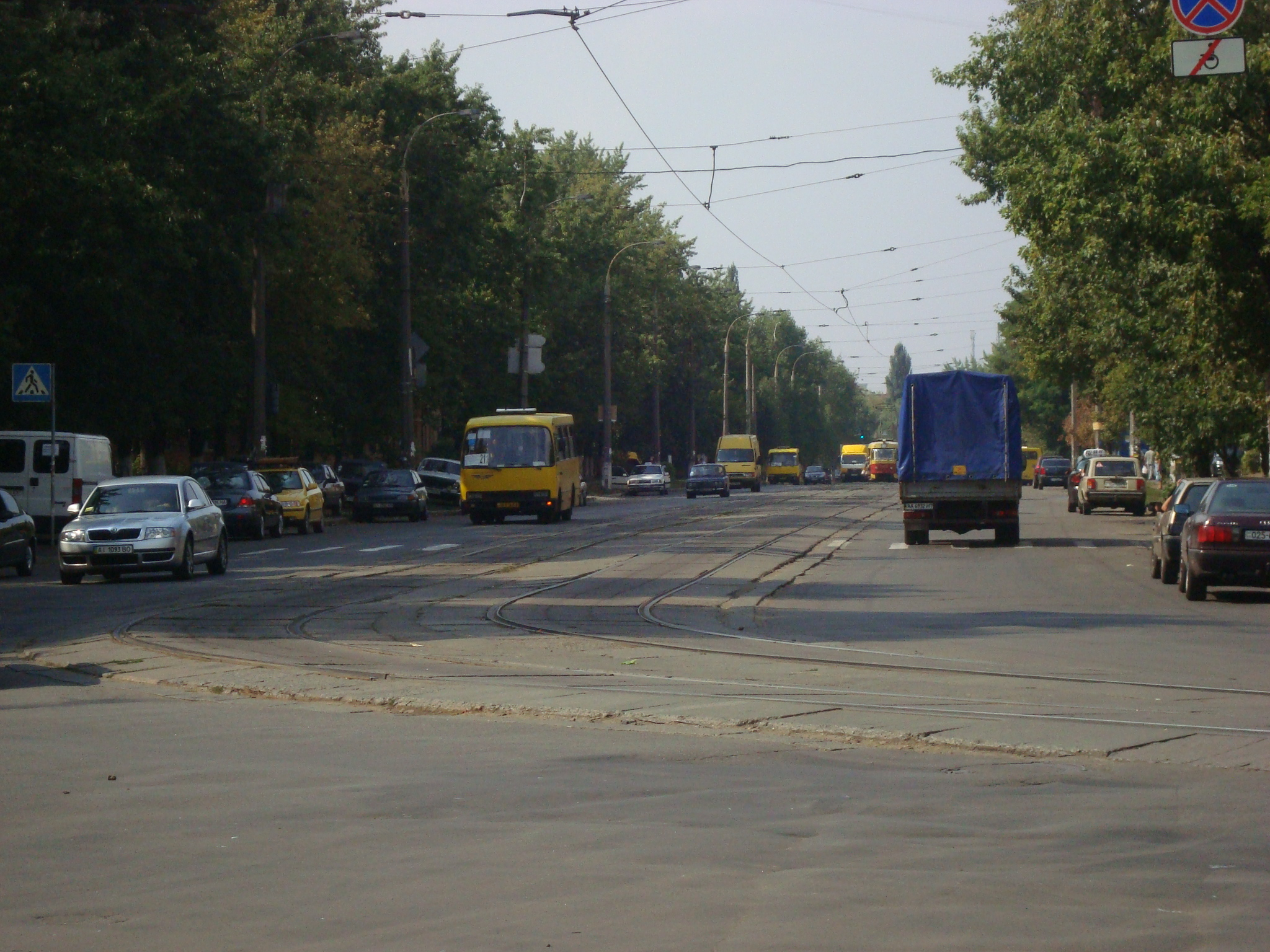
Пражская улица

Ста́рая Да́рница (укр. Стара Дарниця) — местность в Дарнице (Киев). Расположена между улицами Лохвицкой, Азербайджанской и железной дорогой. Главные улицы — Пражская, Алма-Атинская, Бульвар Ярослава Гашека. Самая старая улица — Гродненская (бывшая Лесная). Известна как селение с конца XIX века. Застроена преимущественно частными домами.
Ближайшая станция метро — «Черниговская».
Поблизости находится железнодорожная станция Дарница.